# Pericoma intricatoria
Pericoma intricatoria är en tvåvingeart som beskrevs av Tonnoir 1953. Pericoma intricatoria ingår i släktet Pericoma och familjen fjärilsmyggor. Inga underarter finns listade i Catalogue of Life.